# Комиссии по определению урожайности
Специальные органы, созданные по инициативе Сталина постановлением СНК СССР от 17 декабря 1932 в период слабости органов Наркомзема и ЦУНХУ. Их задачей было своевременное установление точных размеров посевных площадей, урожайности и валовых сборов всех зерновых культур, подсолнечника, льна долгунца и клещевины по отдельным районм, краям и республикам. Первейшей обязанностью К.п.о.у. являлась дача "... решительного отпора всякого рода местническим, антигосударственным попыткам к сокрытию урожая, кем бы эти антигосударственные попытки не допускались..." (постановление СНК СССР и ЦК ВКП(б) от 14 июля 1933).
Для осуществления этих задач помимо центральной государственной Комиссии по определению урожайности при СНК СССР (ЦГК) и её уполномоченных в краях и областях были организованы на местах 319 межрайонных государственных комиссий по определению урожайности (МГК) в составе председателей, назначенных СНК СССР из работников специально отобранных ЦК ВКП(б) и 2-х членов. МГК в своей работе подчинялись непосредственно ЦГК. В системе МГК помимо работников аппарата (агрономы-инспекторы, эксперты-консультанты и пр.) была организована сеть добровольных корреспондентов-контролеров-наблюдателей (8990 чел. на 1 января 1936). Одной из важнейших работ МГК являлось утверждение для колхозов, обслуживающих МТС, той группы по урожайности на соновании которой производились окончательные расчёты между МТС и колхозами за работы произведенные МТС.
В марте 1937 СНК СССР признал, что К.п.о.у. выполнили своё назначение и постановил ликвидировать ЦГК и её местные органы. Функции МГК по отнесению колхозов, обслуживаемых МТС, к тем или иным группам урожайности возложены на районные комиссии в составе председателя райисполкома, уполномоченного Комитета по заготовкам, заведующего райземотделом и директора МТС с привлечением председателя соответствующего колхоза. Функции К.п.о.у. по определению средней урожайности и по исчислению валовых сборов возложены на ЦУНХУ Госплана СССР, а по определению фактических посевных площадей на НКЗ СССР.
Создание К.п.о.у. значительно улучшило поступление информации о реальном положении дел в сельском хозяйстве в сравнении с тем, что было в 1930-32 годах, хотя и не смогло решить существующих проблем с профессиональным управлением сельским хозяйством.
По мнению ряда исследователей данные об урожайности предоставляемые К.п.о.у. были завышенными.

## Руководство
Председатель Н.Осинский (Валериан Валерианович Оболенский)
Зам. пред. - Николай Павлович Брюханов